# ديريك سميث (عازف جاز)
ديريك سميث (بالإنجليزية: Derek Smith)‏ هو عازف جاز بريطاني، ولد في 17 أغسطس 1931 في لندن في المملكة المتحدة، وتوفي في أغسطس 2016.

## وصلات خارجية
- ديريك سميث على موقع ميوزك برينز (الإنجليزية)
- ديريك سميث على موقع أول ميوزيك (الإنجليزية)
- ديريك سميث على موقع ديسكوغز (الإنجليزية)